# Cratere Hagen
Hagen è un cratere lunare di 57,52 km situato nella parte sud-occidentale della faccia nascosta della Luna.
Il cratere è dedicato all'astronomo austriaco Johann Georg Hagen.

## Crateri correlati
Alcuni crateri minori situati in prossimità di Hagen sono convenzionalmente identificati, sulle mappe lunari, attraverso una lettera associata al nome.
| Hagen | Coordinate             | Diametro (in km) |
| ----- | ---------------------- | ---------------- |
| C     | 48°16′48″S 136°09′00″E | 19,44            |
| J     | 49°13′48″S 137°54′36″E | 42,79            |
| P     | 52°40′12″S 133°34′48″E | 17,29            |
| Q     | 50°20′24″S 133°17′24″E | 14,2             |
| S     | 48°40′12″S 134°01′48″E | 16,85            |
| V     | 47°31′48″S 132°59′24″E | 12,42            |